# شهرستان تتون (وایومینگ)
شهرستان تتون، وایومینگ (به انگلیسی: Teton County, Wyoming) یک سکونتگاه مسکونی در ایالات متحده آمریکا است که در وایومینگ واقع شده‌است.

## خصوصیات
شهرستان تتون ۱۰٬۹۱۹٫۴۵ کیلومترمربع مساحت دارد.